# Diego Fernando Gómez
Diego Fernando Gómez Durán (San Gil, 30 de mayo de 1786 -Hacienda El Chocho, Pasca, 28 de mayo de 1854) fue un jurista y político neogranadino.

## Biografía

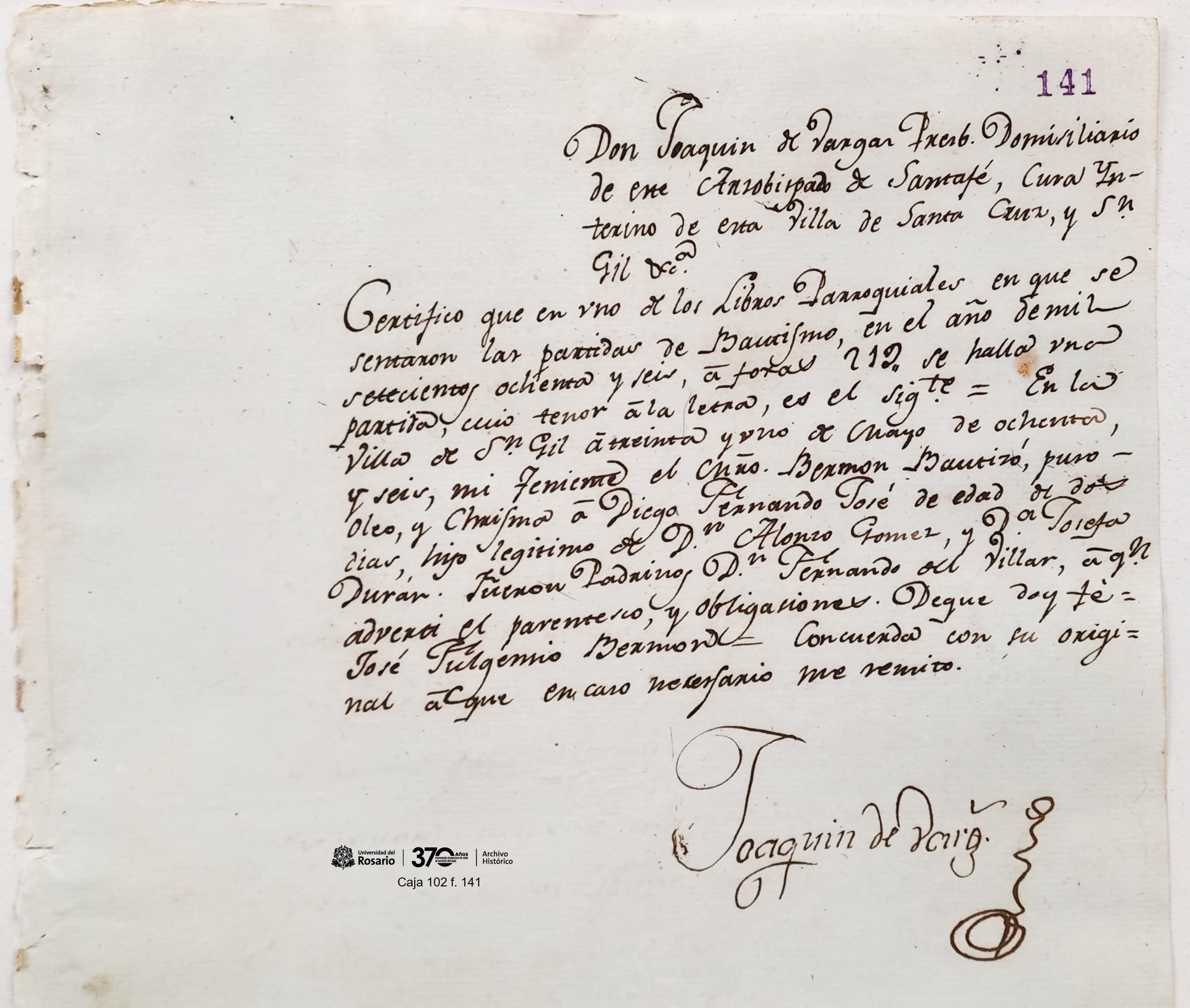
Copia de la partida de bautismo de Diego Fernando José Gómez Durán. Archivo Histórico de la Universidad del Rosario: caja 102 f. 141.

Se desempeñó como Secretario de Hacienda de la República de la Nueva Granada.
Era primo del prócer José Acevedo y Gómez y casó con la hija de éste, la escritora Josefa Acevedo de Gómez. Estudió Jurisprudencia en el Colegio Mayor Nuestra Señora del Rosario y dictó varias cátedras en esta institución hasta 1810, cuando empezó a trabajar para el ejército independentista, destacándose como gestor en la consecución de armas y recursos en Venezuela. En 1816 fue miembro del Congreso de las Provincias Unidas.
Tras la recuperación de la Independencia en 1819 ejerció como Gobernador de la provincia de El Socorro y asistió al Congreso de Colombia que sancionó la Constitución de 1821; se destacó allí como uno de los mayores promotores del liberalismo; así mismo, se enfrentó fuertemente con el general Antonio Nariño. A finales de este año es nombrado ministro del Tribunal Superior del distrito Centro y en 1823 hace parte de la comisión que crea el general Francisco de Paula Santander para la creación de los Códigos Civil y Penal. En 1824 es elegido Senador por Boyacá y en 1827 magistrado de la Corte Suprema de Justicia. En 1828 participó en la Convención de Ocaña.
Durante los primeros gobiernos de la Nueva Granada, a partir de 1831, ejerció como Secretario de Hacienda y del Interior y Relaciones Exteriores.[cita requerida] En 1847 fue elegido Designado Presidencial.